# Xenocrasis panamensis
Xenocrasis panamensis là một loài bọ cánh cứng trong họ Cerambycidae.